# Canis ferox
Canis ferox — вид псових, який був ендеміком для Північної Америки та жив у пізньому міоцені та ранньому пліоцені. Вважається, що ця тварина, яка існувала майже 6 мільйонів років тому, є предком сучасних койотів.

## Еволюція
Canis ferox знаменує початок кладогенезу роду Canis. Однак цей вид мав інші характеристики, подібні до Eucyon davisi, що належали до іншого роду псових. У той час як C. ferox спочатку жив у Північній Америці, пізній міоцен ознаменував початок поширення псів у Європі й Азії.

## Морфологічні ознаки
Першу часткову скам'янілість знайдено в Ранчо В'єхо, Гуанахуато (Мексика). Ці скам'янілості складалися з часткової верхньої щелепи, нижньої щелепи, хребців, лопатки, ліктьової кістки та фаланг із майже повною плечовою кісткою та черепом. На основі знайдених скам'янілостей дослідники підрахували, що цей вид був розміром з самицю койота, але сильніший і ширший. За оцінками, вага може становити від 13.3 кг до 14.3 кг, на основі кореляції Лежандра і Рота. Палеонтологи Міллер і Карранса-Кастанеда зазначили, що череп цього виду нагадував череп предків койота Canis lepophagus.